# 上海轨道交通7号线

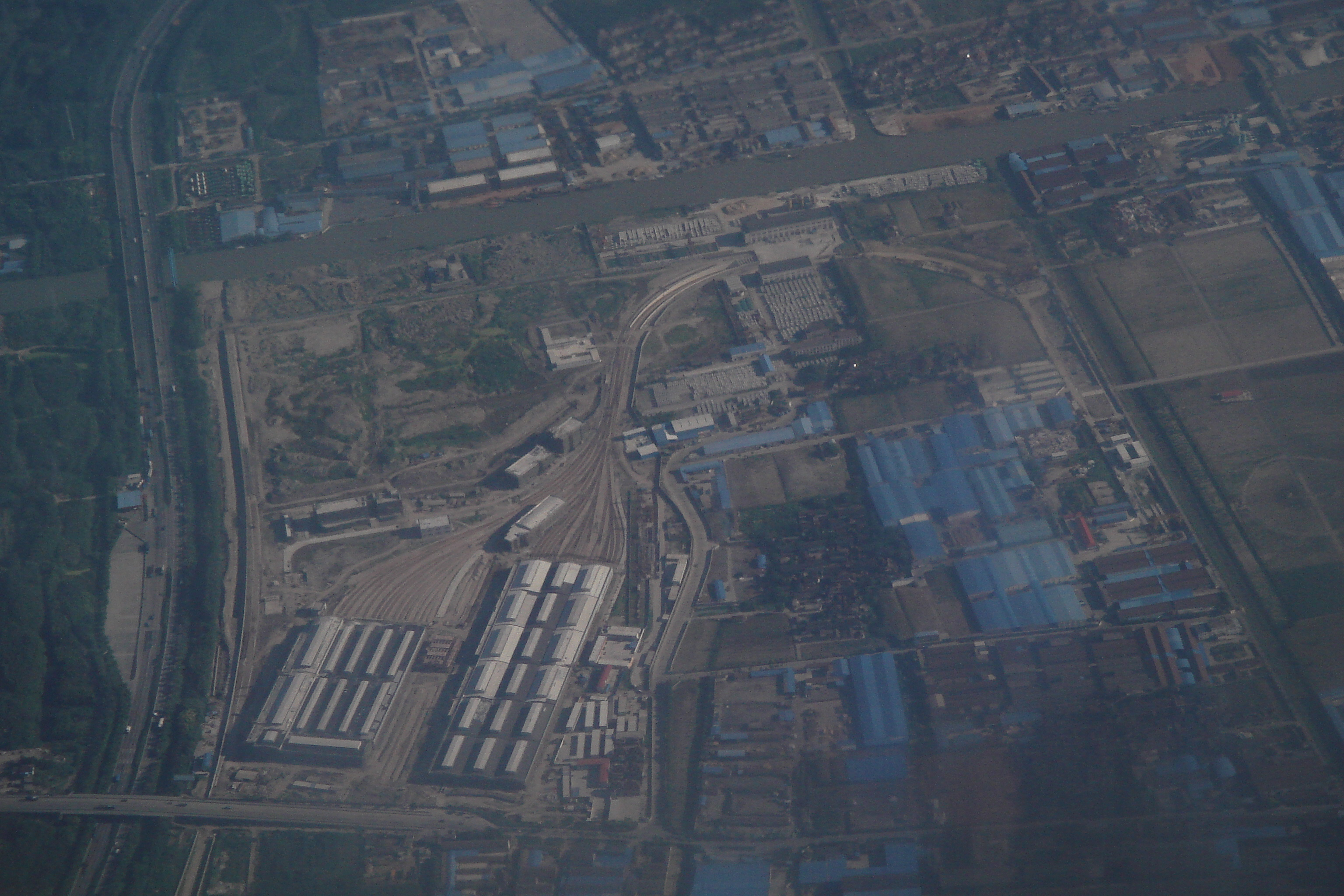
俯瞰上海轨道交通7号线正在建设的锦秋路停车场，旁边是上海外环高速公路

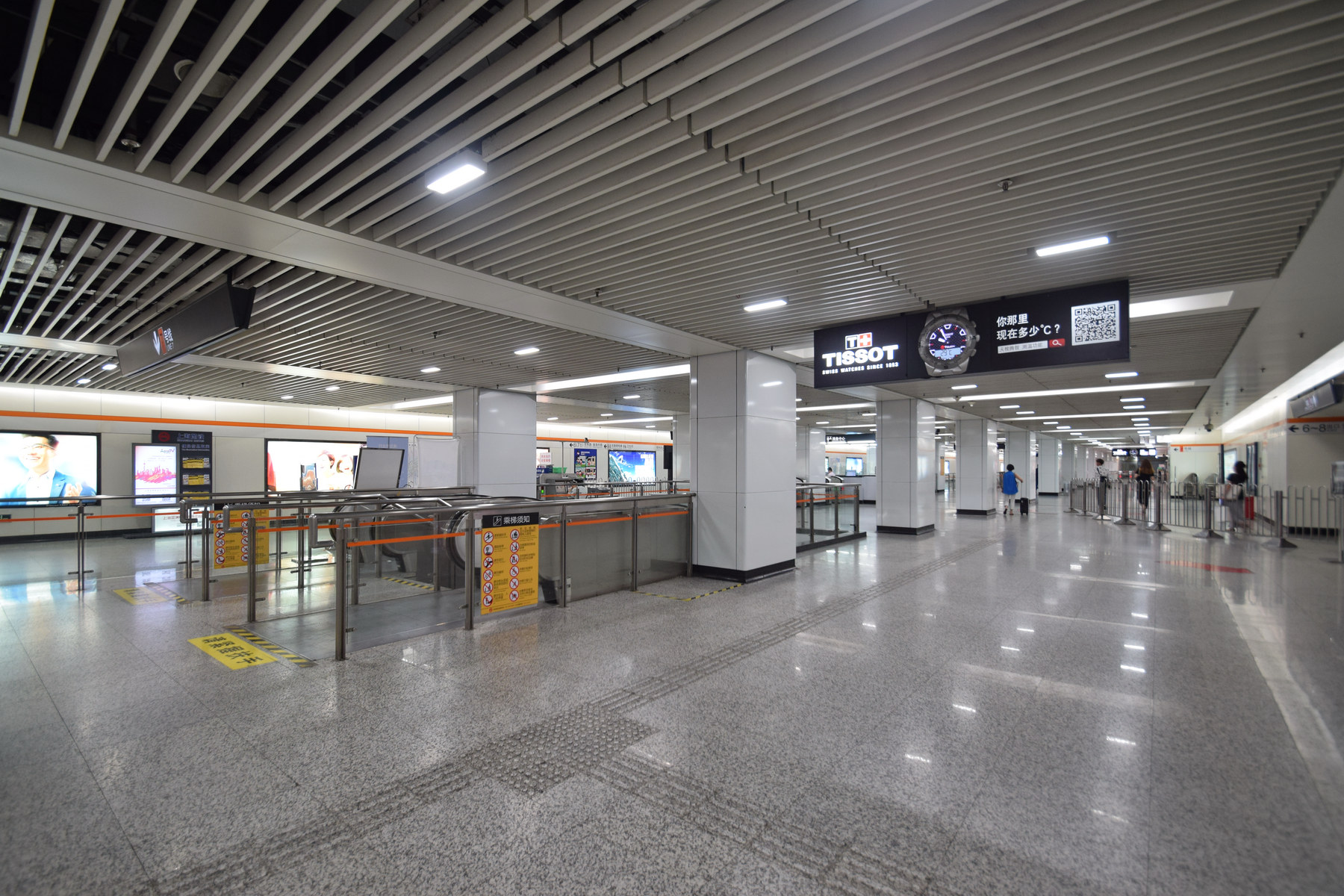
7号线站廳，圖為常熟路站

上海轨道交通7号线是一条连接中国上海市宝山区美兰湖站至浦东新区花木路站，是上海地铁运营的L字型走向地铁线路，全长44.366公里，共设33座车站，于2009年12月5日通车运营。

## 概览
7号线北起宝山区美兰湖站，南至浦东新区花木路站，分二期發展。首期工程正线起自宝山区祁华路站，位于新国际博览中心主入口前花木路站。工程正线全长34.388公里，均为地下线。全线设车站28座（全部为地下站），控制中心1处；主变电所2座，陈太路停车场及综合基地、龙阳路辅助停车场2处车辆基地。工程总投资为187亿元。于2009年12月5日通车试运营，2010年2月20日首末班运营时间区间扩展至高峰时间（05:30到22:31）。祁華路站因周边道路未建成長期不開放，直至2014年7月22日才開放。后滩站在2010年4月20日启用。
北延伸段工程建设名义为“罗店中心镇公共交通配套工程”，起于祁华路站，终于美兰湖站。线路全长9.978公里，其中地下线长约7.01公里，高架线长2.518公里，地下至高架敞开段长0.45公里，设5座车站，其中地下站3座，高架站2座，投资31.57亿元。其中，顧村公園站、羅南新村站及美蘭湖站3站於2010年12月28日啟用，刘行站、潘广路站於2011年6月30日啟用。该段线路不在7号线初版规划中，顾村大型居住区开发建设后增补，并以“配套工程”名义绕过了国家发改委的审批。
7号线的线路标志色为 Pantone 1505C （C=0 M=69 Y=100 K=0）。
7号线开通后首个工作日（2009年12月7日）下午5时止进站客流8.3万人次、双向换乘客流11万人次。

### 线路数据
- 营运里程：44.366km
- 站数：33
- 轨距：1435mm
- 动力电源：1500V直流（架空电线方式）
- 复线区间：全线
- 电气化区间：全线
- 地面區間：锦秋路停车场—祁华路西、龙阳路东—龙阳路车辆段
- 地下区间：羅南新村西南—花木路
- 高架区间：美兰湖—羅南新村西南

### 车站装潢
7号线的各个装潢内都有以站名为主要内容的大型墙面（大字壁），背景为橘红色调的水果图案。不过，有三处例外：后滩站使用2010年世博会中国馆，静安寺站使用静安寺、上海大学站使用上海大学图书馆形象。而花木路站则由于空间设计问题（站厅层中间是一个镂空），没有这种大型墙面。

### 换乘设计
7号线的换乘站点设置有如上示。在肇嘉浜路、东安路、耀华路和高科西路等垂直换乘站点，7号线的站台位于地下三层（B3层），其他线路的站台位于地下二层（B2层），即站台间是呈上下楼层关系，换乘通过站台间的楼梯实现。值得注意的是，站台上的通道既有楼梯又有自动扶梯的，那是通往站厅出入口的通道，而换乘通道只有楼梯没有扶梯。
静安寺和常熟路以及镇坪路的换乘，需要乘客上至站厅走过一段站厅间通道到其他线路的站厅，然后到达站台，从而实现换乘。相对来说，上述的垂直换乘站比较方便。

## 车辆
7号线列车均采用A型车6节编组，设计时速80 km/h，为VVVF交流传动，设计寿命30年。
| 现名  | 原名 | 制造商             | 车辆编成             | 制造年代  | 车辆总数         | 上线时间    | 昵称     |
| ----- | ---- | ------------------ | -------------------- | --------- | ---------------- | ----------- | -------- |
| 07A01 | AC10 | 北车长客庞巴迪车辆 | 6A (Tc+Mp+M+M+Mp+Tc) | 2008-2010 | 42列(0701-0742)  | 2009/12/05- | 芬达     |
| 07A02 |      | 中车长春轨道客车   | 6A (Tc+Mp+M+M+Mp+Tc) | 2016-2018 | 30列(0743-0772)  | 2017/12/26- | 邦迪     |
| 07A03 |      | 中车长春轨道客车   | 6A (Tc+Mp+M+M+Mp+Tc) | 2019-2020 | 7列(07073-07079) | 2020/09/05- | 邦迪二世 |

### 07A01型电动客车
- 涂装：车身两边各有一条橘红色的饰带，车头亦有深绿色饰带，车头为黑白两色。
- 该批所有列车不设闪灯路线图，但在车厢连接处设有黄色LED显示屏。车头加设黄色LED显示屏显示终到站。
- 711、712列车还有上海2010年世界博览会的会徽（仅限2008年调试）。
- 虽然与09A02、12A01型列车的涂装不同，但是设备方面完全一样。

### 07A02型电动客车
- 涂装：列车以黑、银为主色调，车身两边各有一条橘红色色带，车头为黑色。
- 该批所有列车设LCD屏幕显示路线图，在车厢连接处和车厢中间位置均设有LED显示屏。
- 虽然与09A03型列车的涂装不同，但是设备方面完全一样。

## 车站一览

### 換乘站
- 715顾村公园 — 换乘15号线 通道换乘
- 347镇坪路 — 换乘3、4号线 通道换乘
- 713长寿路 — 换乘13号线 垂直换乘
- 2714静安寺 — 换乘2号线、14号线 通道换乘
- 17常熟路 — 换乘1号线 通道换乘
- 79肇嘉浜路 — 换乘9号线 垂直换乘
- 47东安路 — 换乘4号线 垂直换乘
- 712龙华中路 — 换乘12号线 垂直换乘
- 7-13长清路 — 换乘13号线 出站换乘（不支持单程票），未来为通道换乘
- 78耀华路 — 换乘8号线 垂直换乘
- 67高科西路 — 换乘6号线 垂直换乘
- 271618-磁浮龙阳路 — 换乘2号线、16号线、18号线 通道换乘，转乘磁浮线

### 未來換乘站
- 720新村路 — 换乘20号线 通道换乘
- 719後灘 — 换乘19号线 通道换乘

### 车站列表
| 阶段     | 站名     | 里程 （米） | 站间距 （米）                         | 换乘路线           | 所在地         | 车站形式                          | 开门方向注1                       |
| -------- | -------- | ----------- | ------------------------------------- | ------------------ | -------------- | --------------------------------- | --------------------------------- |
| 北延伸   | 美兰湖   | 0           | -                                     | —                  | 宝山区         | 高架三层侧式                      | 左侧(美兰湖方向) 右侧(花木路方向) |
| 北延伸   | 罗南新村 | 1347        | 1347                                  | —                  | 宝山区         | 高架三层侧式                      | 右侧                              |
| 北延伸   | 潘广路   | 4177        | 2830                                  | —                  | 宝山区         | 地下二层岛式                      | 左侧                              |
| 北延伸   | 刘行     | 5157        | 980                                   | —                  | 宝山区         | 地下二层岛式                      | 左侧                              |
| 北延伸   | 顾村公园 | 6857        | 1700                                  | █ 15号线           | 宝山区         | 地下二层岛式                      | 左侧                              |
|          | 祁华路   | 9566        | 2709                                  | —                  | 宝山区         | 地下二层岛式                      | 左侧                              |
| 上海大学 | 11257    | 1691        | —                                     | 地下二层岛式       | 宝山区         | 左侧                              |                                   |
| 南陈路   | 12194    | 937         | —                                     | 地下二层岛式       | 宝山区         | 左侧                              |                                   |
| 上大路   | 13537    | 1343        | —                                     | 地下二层一岛一侧式 | 宝山区         | 右侧(美兰湖方向) 左侧(花木路方向) |                                   |
| 场中路   | 14883    | 1346        | —                                     | 地下二层岛式       | 宝山区         | 左侧                              |                                   |
| 大场镇   | 16115    | 1232        | —                                     | 地下二层岛式       | 宝山区         | 左侧                              |                                   |
| 行知路   | 17152    | 1037        | —                                     | 地下二层岛式       | 宝山区         | 左侧                              |                                   |
| 大华三路 | 18443    | 1291        | —                                     | 地下二层岛式       | 宝山区         | 左侧                              |                                   |
| 新村路   | 19558    | 1115        | █ 20号线（在建）                      | 普陀区             | 地下二层岛式   | 左侧                              |                                   |
| 岚皋路   | 20402    | 844         | —                                     | 普陀区             | 地下二层岛式   | 左侧                              |                                   |
| 镇坪路   | 21989    | 1587        | █ 3号线 █ 4号线                       | 普陀区             | 地下二层岛式   | 左侧                              |                                   |
| 长寿路   | 23004    | 1015        | █ 13号线                              | 普陀区             | 地下三层岛式   | 左侧                              |                                   |
| 昌平路   | 23835    | 831         | —                                     | 静安区             | 地下二层侧式   | 右侧                              |                                   |
| 静安寺   | 25156    | 1321        | █ 2号线 █ 14号线                      | 静安区             | 地下三层岛式   | 左侧                              |                                   |
| 常熟路   | 26247    | 1091        | █ 1号线                               | 徐汇区             | 地下三层岛式   | 左侧                              |                                   |
| 肇嘉浜路 | 27932    | 1685        | █ 9号线                               | 徐汇区             | 地下三层岛式   | 左侧                              |                                   |
| 东安路   | 28911    | 979         | █ 4号线                               | 徐汇区             | 地下三层岛式   | 左侧                              |                                   |
| 龙华中路 | 29639    | 728         | █ 12号线                              | 徐汇区             | 地下二层岛式   | 左侧                              |                                   |
| 后滩     | 31886    | 2247        | █ 19号线（在建）                      | 浦东新区           | 地下二层岛式   | 左侧                              |                                   |
| 长清路   | 33149    | 1263        | █ 13号线注2                           | 浦东新区           | 地下二层岛式   | 左侧                              |                                   |
| 耀华路   | 34075    | 926         | █ 8号线                               | 浦东新区           | 地下三层岛式   | 左侧                              |                                   |
| 云台路   | 34778    | 703         | —                                     | 浦东新区           | 地下二层岛式   | 左侧                              |                                   |
| 高科西路 | 35851    | 1073        | █ 6号线                               | 浦东新区           | 地下三层岛式   | 左侧                              |                                   |
| 杨高南路 | 37354    | 1503        | —                                     | 浦东新区           | 地下二层双岛式 | 左侧                              |                                   |
| 锦绣路   | 38767    | 1413        | —                                     | 浦东新区           | 地下二层岛式   | 左侧                              |                                   |
| 芳华路   | 40210    | 1443        | —                                     | 浦东新区           | 地下二层岛式   | 左侧                              |                                   |
| 龙阳路   | 42050    | 1840        | █ 2号线 █ 16号线 █ 18号线 █ 磁浮线注3 | 浦东新区           | 地下二层岛式   | 左侧                              |                                   |
| 花木路   | 43425    | 1375        | —                                     | 浦东新区           | 地下二层岛式   | 左侧(美兰湖方向) 右侧(花木路方向) |                                   |

- 注1：相对列车运行方向而言。
- 注2：採用虛擬換乘。公交卡用户可在出站30分钟内换乘，乘坐里程连续计算；单程票用户如需换乘需出站另行购票，乘坐里程不连续计算。
- 注3：龙阳路站为七号线与机场磁悬浮线的转乘站，乘坐里程不连续计算，需出站另行购票。

现开行美兰湖站～花木路站、祁华路～花木路两种交路，工作日增开上大路～杨高南路交路。若因台风天需要停运露天区间时，全天开行潘广路-花木路交路。

## 时刻表

### 列车运行间隔
更新时间：2024年3月30日
| 周一～周五（工作日） | 周一～周五（工作日） | 周一～周五（工作日）      | 周一～周五（工作日）      | 周一～周五（工作日）        |
| -------------------- | -------------------- | ------------------------- | ------------------------- | --------------------------- |
| 名称                 | 时段                 | 列车间隔                  | 列车间隔                  | 列车间隔                    |
| 名称                 | 时段                 | 美兰湖～祁华路            | 祁华路～杨高南路          | 杨高南路～花木路            |
| 早高峰               | 07:30 ～ 09:00       | 往祁华路方向：平均3分30秒 | 往杨高南路方向：平均2分   | 往花木路方向：平均4分       |
| 早高峰               | 07:30 ～ 09:00       | 往美兰湖方向：平均3分30秒 | 往祁华路方向：平均3分     | 往杨高南路方向：平均3分~6分 |
| 平峰                 | 09:00 ～ 17:30       | 平均6分30秒               | 平均6分30秒               | 平均6分30秒                 |
| 晚高峰               | 17:00 ～ 19:30       | 美兰湖～祁华路            | 祁华路～杨高南路          | 杨高南路～花木路            |
| 晚高峰               | 17:00 ～ 19:30       | 往祁华路方向：平均10分    | 往花木路方向：平均5分     | 往花木路方向：平均5分       |
| 晚高峰               | 17:00 ～ 19:30       | 往美兰湖方向：平均3分30秒 | 往祁华路方向：平均2分30秒 | 往杨高南路方向：平均5分30秒 |
| 其余时段             | 其余时段             | 10分～11分                | 5分～8分                  | 5分～8分                    |
| 周六、周日（双休日） |                      |                           |                           |                             |
| 名称                 | 时段                 | 列车间隔                  | 列车间隔                  | 列车间隔                    |
| 名称                 | 时段                 | 美兰湖～祁华路            | 祁华路～花木路            | 祁华路～花木路              |
| 高峰时段             | 08:00 ～ 20:00       | 约10分                    | 约5分                     | 约5分                       |
| 其他时段             | 其他时段             | 10分～11分                | 5分～8分                  | 5分～8分                    |

自2023年4月28日起，7号线逢周末（周五、周六）实施延时运营。

## 沿革
- 2004年2月26日 工程报建[11]
- 2005年11月24日 正式开工建设
- 2005年12月23日 罗店中心镇公共交通配套工程报建[12]
- 2007年6月27日 罗店中心镇公共交通配套工程顾村公园站开工
- 2008年10月15日 首列列车抵沪
- 2008年12月6日 全线站名确定[13]
- 2009年5月10日 全线轨道贯通[14]
- 2009年12月5日 首期工程通车（其中後灘站暂不开通）试运营，採用非高峰運營模式
- 2010年2月20日 首末班运营时间区间扩展至高峰时间（05:30到22:31），早晚高峰时段行车间隔5分钟，平峰时段6分钟[5]
- 2010年4月20日 後灘站启用
- 2010年12月28日 顧村公園站、羅南新村站和美蘭湖站启用，同時啟動大、小交路運營模式，大交路美兰湖站至花木路站，小交路為上海大学站至花木路站[15]
- 2011年6月30日 刘行站、潘广路站投入运营
- 2012年6月6日 由于地区规划调整，船厂路站已取消，更名为龙华中路站
- 2014年7月22日 祁華路站投入運營，同時小交路終點站由上海大學站改為祁華路站
- 2021年2月12日 至17日 杨高南路站至高科西路站单向隧道临时停运整修，云台路站至高科西路站停运，高科西路站至花木路站之间采用单向双线运营，行车间隔延长。美兰湖站与云台路站开行小交路[16]

## 争议

### 试运营时间
2009年12月2日，上海地铁正式宣布9~16点运营，其用词为
|                                              | 记者从今天的发布会上了解到，试运营期间七号线一般是早上9点运营到下午4点。通过三个月的试运营将会根据人流逐步过渡到早上5点到晚上11点。目前，时刻表上清晰标明，从花木路下行的首班车是早上9点首发，末班车是16点。从上海大学出发首班车是9点，下行末班车是17点结束。 |
| ——东方网新闻报道，实际上海大学末班车也是16点 | |

在该新闻随后所附的调查中，明显显示网民对此运营时间的失望，截至2009年12月2日的调查结果，近60%的网民选择了选项“太过分了，在忽悠我们上班族啊”，只有不到15%的网民选择了“为了世博会时能运营正常，我可以理解”。

### 设备故障
2011年8月13日10点25分左右，地铁7号线因设备故障，静安寺站至新村路站区段列车限速运行，发车班次延长。车辆一直开开停停，限速运行。许多乘客反映不仅是列车在每一站都要做长时间停留，每站间的通行速度也被大幅减慢。“基本上每站都要开上6、7分钟，是平时的2倍时间。截至11点56分，上海地铁运营信息显示，7号线恢复正常运行。